# Чернолобая жёлто-зелёная кустарниковая танагра
Чернолобая жёлто-зелёная кустарниковая танагра (лат. Bangsia flavovirens) — вид воробьиных птиц из семейства танагровых (Thraupidae). Подвидов не выделяют.

## Описание
Длина тела 14 см. Масса 22,5—27 г. Окрашены тускло и почти равномерно. Верхняя сторона тела оливковая с оттенками, нижняя желтовато-оливковая. Клюв сильный, ноги тёмно-серые.
Самцы и самки похожи, молодые особи не описаны.
Питаются фруктами и мелкими членистоногими.

## Распространение
Обитают в Колумбии и Эквадоре. Живут в лесах на высотах 450—1200 м. Ареал невелик, хотя локально эти птицы могут быть обычны. Их трудно обнаружить.